# Niltava de McGrigor
La niltava de McGrigor (Niltava macgrigoriae) és una espècie d'ocell de la família dels muscicàpids (Muscicapidae), pròpia de la zona indomalaia. Es troba a Bangladesh, Bhutan, l'Índia, Laos, Myanmar, el Nepal, Tailàndia, Tibet i Vietnam. Habita els boscos tropicals i subtropicals de frondoses humits de l'estatge montà. El seu estat de conservació es considera de risc mínim.
El nom específic de McGrigor fa referència a Jane G. McGrigor (fl. 1835), filla del general de divisió Sir James McGrigor, director general de l'Army Medical Department.